# Discours narrativisé
En grammaire, le discours narrativisé est un discours qui rapporte les paroles (discours rapporté) directement et qui laisse le lecteur imaginer ce que l'expéditeur a dit à son destinataire. C'est un récit de parole qui est traité comme un récit d'évènements. Pour être considéré comme tel, l'énoncé doit contenir au moins un trait sémantique du « dire » et une information sur le contenu du message. Par exemple  : il lui a parlé toute la semaine n'est pas du discours narrativisé : on n'a pas d'information sur ce qu'il lui a dit pendant toute cette semaine.
Exemple de discours narrativisé : Il expliqua à sa femme la situation, ou il s'informa sur sa santé.
Elberth dragua la jeune fille, elle fut totalement conquise. « Il lui fit un compte rendu de sa journée au bureau. »